# Gulflikig honungsfågel
Gulflikig honungsfågel (Anthochaera paradoxa) är en fågel i familjen honungsfåglar inom ordningen tättingar.

## Utseende
Gulflikig honungsfågel är en mycket stor medlem av familjen. Adulta fågeln har huvudet streckat i svart och vitt, grå kropp, gul buk och en mycket lång stjärt med vit spets. I ansiktet syns långa gula hudflikar. Ungfågeln är mycket mindre färgglad och saknar hudlikarna i ansiktet.

## Utbredning och systematik
Gulflikig honungsfågel delas in i två underarter:
- A. p. paradoxa – förekommer på norra och östra Tasmanien
- A. p. kingi – förekommer på King Island (Bass Strait)

## Status
Trots det begränsade utbredningsområdet och att den tros minska i antal anses beståndet vara livskraftigt av internationella naturvårdsunionen IUCN.